# 特雷普齐
特雷普齐（義大利語：Trepuzzi），是意大利莱切省的一个市镇。总面积23平方公里，人口14702人，人口密度639.2人/平方公里（2009年）。ISTAT代码为075087。